# Eu Canto - Quem Viver Chorará
Eu Canto - Quem Viver Chorará é um álbum de estúdio do cantor, compositor e instrumentista cearense Raimundo Fagner lançado pelo selo CBS em 1978. Vendeu cerca de 1 milhão de cópias até os dias de hoje. Fazendo que Fagner dispute lado a lado com Roberto Carlos os mais vendidos do ano;.
O título do disco é derivado de um trecho da canção "Motivo", baseada em um poema de Cecília Meirelles. A família da poetisa moveu um processo judicial, pelo uso indevido não apenas do referido poema nesta canção, como também de uma outra poesia de Meireles em "Canteiros", que estava no disco de estreia Manera Fru Fru, Manera (lançado pela PolyGram em 1973), porém, só se tornou conhecida do público quando este novo disco emplacou hits como "Revelação" e "Jura Secreta". Em virtude da ação, a gravadora CBS lançou uma nova edição do álbum, substituindo "Motivo" por "Quem Me Levará Sou Eu", campeã do Festival 79 da Rede Tupi.
Ao contrário do que aconteceu com Canteiros - em que a PolyGram pagou uma vultosa multa à família de Meirelles e nunca mais a relançou, substituindo-a por "Cavalo Ferro" -, em 1994 (quando a gravadora CBS já se chamava Sony Music), no primeiro lançamento do álbum em CD, "Motivo" foi incluída, como no disco original de 1978. Porém, novamente a Justiça foi acionada e, em 2001, na segunda reedição, foi obedecida a versão de 1979, com "Quem Me Levará Sou Eu". Em compensação, a Sony Music conseguiu um acordo para a liberação de "Canteiros" para o álbum "Ao Vivo" (2000).

## Faixas

### Primeira edição
1. "Revelação" (Clodo, Clésio)
2. "Jura Secreta" (Sueli Costa, Abel Silva)
3. "Acalanto Para Um Punhal" (Robertinho de Recife, Herman Torres, Fausto Nilo)
4. "Punhal de Prata" (Alceu Valença)
5. "As Rosas Não Falam" (Cartola)
6. "Motivo" (Música de Raimundo Fagner sobre poema de Cecília Meireles)
7. "Pelo Vinho e Pelo Pão" (Zé Ramalho)
8. "Cigano" (Fagner)
9. "Quem Viver Chorará" (Instrumental) (Fagner)

### Segunda edição (relançada em 1979)
1. "Revelação" (Clodo, Clésio)
2. "Jura Secreta" (Sueli Costa, Abel Silva)
3. "Acalanto Para Um Punhal" (Robertinho de Recife, Herman Torres, Fausto Nilo)
4. "Punhal de Prata" (Alceu Valença)
5. "As Rosas Não Falam" (Cartola)
6. "Quem Me Levará Sou Eu" (Dominguinhos, Manduka)
7. "Pelo Vinho e Pelo Pão" (Zé Ramalho)
8. "Cigano" (Fagner)
9. "Quem Viver Chorará" (Instrumental) (Fagner)

## Músicos participantes
- Fagner: voz em todas as faixas, violão em todas as faixas, piano acústico na faixa 1, órgão Leslie nas faixas 1 e 2, guitarra flamenca na faixa 3, percussão nas faixas 3, 4, 5 e 9
- Ife: baixo elétrico nas faixas 1 e 2, violão na faixa 4
- Ozias: baixo acústico nas faixas 3, 4, 7 e 9
- Robertinho de Recife: guitarra na faixa 1 e guitarra portuguesa na faixa 8
- Chico Batera: bateria nas faixas 1 e 2, percussão nas faixas 3, 4, 5 e 9
- Manassés: viola na faixa 1, viola de 10 cordas na faixa 2, cavaquinho nas faixas 3, 4, 5, 6, 7, 8 e 9
- Dino: violão de 7 cordas nas faixas 2, 5, 6, 7, 8 e 9
- Aizik Melachi e José Alves: violinos nas faixas 1, 3 e 5
- Nelson Macedo: viola erudita nas faixas 1, 3 e 5
- Alceu Reis: violoncelo nas faixas 1, 3 e 5
- Pedro Soler: guitarra flamenca na faixa 3
- Amelinha: vocalise na faixa 6

### Músicos em "Quem Me Levará Sou Eu" (segunda edição)
- Fagner: voz, piano elétrico e percussão
- Ife: baixo elétrico
- Manassés: viola de 12 cordas
- Cândido: bateria
- Laudir de Oliveira: percussão
- Ari: percussão
- Dominguinhos: acordeom
- Nivaldo Ornellas: sax
- João Donato: piano acústico

## Créditos
- Direção artística: Jairo Pires
- Direção de produção, direção musical, arranjos e regência: Raimundo Fagner
- Coordenação de produção: Ivair Vila Real
- Gravado e mixado no estúdio Level (24 canais), Rio de Janeiro, em Agosto de 1978
- Música "Quem Me Levará Sou Eu" gravada no estúdio Level em 1979
- Técnico de gravação: Andy Mills
- Mixagem: Andy Mills; exceto "Revelação", "As Rosas Não Falam" e "Motivo", mixadas por Nestor Vittiritti; e "Quem Me Levará Sou Eu", mixada por Filipe
- Montagem: Alencar
- Corte: Ivair, Américo, Manoel e Fagner
- Fotos: Januário Garcia
- Criação de Capa: Fausto Nilo e Januário Garcia
- Arte: Carlos Enrique M. de Lacerda
- Direção de arte: Géu